# Schistochila buchii
Schistochila buchii là một loài rêu trong họ Schistochilaceae. Loài này được Grolle mô tả khoa học đầu tiên năm 1966.
Danh pháp khoa học của loài này chưa được làm sáng tỏ. 